# Sputnjik 1
Sputnjik 1 (ruski Спутник-1, u prijevodu suputnik 1) je bio prvi Zemljin umjetni satelit, prvi iz niza sovjetskih satelita Programa Sputnjik. Lansiran je 4. listopada 1957. iz današnjeg kozmodroma Bajkonur u Kazahstanu, u povodu Međunarodne geofizičke godine.

## Opis satelita
Sputnjik 1 imao je oblik kugle promjera 58 centimetra, težio je 83 kg i posjedovao dva radijska predajnika i četiri antene (dvije od 2,4 m i dvije od 2,9 m). Oko Zemlje je kružio u eliptičnoj putanji na visinama od 250 do 945 km. Kružio je brzinom od 29.000 kilometara na sat i emitirao radio signale na frekvencijama 20.005 i 40.002 MHz, koji su mogli pratiti brojni radio amateri širom svijeta. To je bio čuveni bip-bip-bip signal. Signali su emitirani 22 dana, dok se nisu istrošile baterije za napajanje, do 26. listopada 1957. Sputnjik 1 izgorio je prilikom ulaska u Zemljinu atmosferu 4. siječnja 1958. godine, nakon prijeđenih 60 milijuna km i tri mjeseca u Zemljinoj orbiti.
Satelit je u orbitu ponijela dvostupanjska interkontinentalna raketa R-7 u 22:28 po moskovskom vremenu.
Tvorac Sputnjika 1 bio je sovjetski raketni stručnjak Sergej Pavlovič Koroljov, on je mnogo poznije komentirao vanjski oblik Sputnjika 1: Činilo mi se, da prvi Sputnjik mora imati jednostavni i prepoznatljiv oblik, sličan oblicima prirodnih tijela.". To je bilo značajno, da Sputnjik ostane u svijesti ljudi kao početak svemirskog doba.
Lansiranje Sputnjika 1 je bio veliki svjetski događaj. Ljudi su gledali u nebo ne bi li ga opazili, a sve novine donosile su pozicije Sputnjika. Uspjeh Sputnjika 1 zaprepastio je javnost u Sjedinjenim Američkim Državama, jer je zorno predočio američku inferionost u tom trenutku. Taj događaj je najavio začetak svemirske utakmice između Sovjetskog saveza i SAD-a. Nakon Sputnjika 1 lansirana je serija Sputnjik satelita.

## Vanjske poveznice

### Snimci signala, koje je emitirao Sputnik
- Snimci signala Washingtona DC
- Snimci signala iz njemačkog Ham Operatora
- Snimci signala iz Čehoslovačke
- Prvi umjetni satelit i odjeci u svjetskoj javnosti
- Snimci signala iz NASE
- Sputnik 1  Arhivirana inačica izvorne stranice od 11. ožujka 2007. (Wayback Machine)